# Planck (krater księżycowy)
Planck – bardzo duży krater uderzeniowy znajdujący się na niewidocznej z Ziemi stronie Księżyca. Znajduje się na zachód od krateru Poincaré, o podobnych rozmiarach co Planck. Obie formacje są większe niż krater Deslandres, który jest największym kraterem na widocznej stronie Księżyca. Na południowo-wschodniej krawędzi znajduje się krater Prandtl.
Jak wiele księżycowych formacji o takich rozmiarach, zewnętrzny pierścień jest zniszczony przez późniejsze uderzenia, pozostawiając krąg wzniesień i mniejszych kraterów. Na zachodniej ścianie znajduje się dolina Vallis Planck ciągnąca się aż do wschodniej ściany krateru Schrödinger. Dolina ma długość około 451 km.
Najbardziej widoczna we wnętrzu krateru Planck jest formacja mniejszych kraterów w północnej połowie składająca się z kraterów Planck W, Planck Y, Planck Z, Planck B, i Planck A. Wnętrze Planck Y jest niemal w całości zalane przez lawę, pozostawiając jedynie ledwo widoczny pierścień. Podobnie Planck Z został zalany, ale jego brzeg jest nieco bardziej widoczny. Części pozostałego wnętrza Plancka są równe i gładkie w porównaniu z okolicznym terenem. Tak jest szczególnie wzdłuż łuku północnej wewnętrznej ściany. Południowa połowa krateru jest nieco bardziej nieregularna, pomimo że wciąż miejscami są tam równiny.

## Satelickie kratery
| Planck | Szerokość | Długość  | Średnica |
| ------ | --------- | -------- | -------- |
| A      | 54,7° S   | 137,3° E | 19 km    |
| B      | 56,0° S   | 137,4° E | 46 km    |
| C      | 53,4° S   | 141,3° E | 43 km    |
| J      | 62,9° S   | 145,3° E | 26 km    |
| K      | 65,0° S   | 146,2° E | 23 km    |
| L      | 66,9° S   | 141,8° E | 23 km    |
| W      | 56,0° S   | 131,2° E | 17 km    |
| X      | 54,3° S   | 129,5° E | 25 km    |
| Y      | 55,0° S   | 132,0° E | 40 km    |
| Z      | 56,4° S   | 135,2° E | 72 km    |